# Laguna Helada
Laguna Helada är en sjö i Chile.   Den ligger i regionen Región de Antofagasta, i den norra delen av landet, 1 200 km norr om huvudstaden Santiago de Chile. Laguna Helada ligger 4 541 meter över havet.
Trakten runt Laguna Helada är ofruktbar med lite eller ingen växtlighet. Trakten runt Laguna Helada är nära nog obefolkad, med mindre än två invånare per kvadratkilometer.